# Nicolas Dézède
Nicolas Dézède o Dezaides –i de malnom Orfeu des Champs– (Lió, vers 1740 - París, 11 de setembre de 1792) fou un músic francès, presumpte fill de Frederic II de Prússia.
Alguns dels seus biògrafs creuen que era alemany, però en realitat s'ignora on va néixer, ja que ni ell mateix va conèixer la seva família, i es conta que sent molt jove encara, li fou assignada una pensió que va perdre per haver volgut esbrinar d'on provenia. Va escriure nombroses òperes còmiques, que es distingien per la seva facilitat melòdica, i per un cert caràcter pastoral, que justifica el motiu que se li donà. Entre elles podem citar: Auguste et Théodore ou les Deux Pages, L'Erreur d'un moment, Ferdinand, Julie, Le porteur de chaise, A trompeur, trompeur et demi; Le stratagème decouvert, Paulin et Clairette, Cécile, Péronne sauvé, Fin contre fin, Fatmé, Alexis et Justine, Les trois noces, i La féte de la cinquantaine.